# Régional 1 (Mayotte)
La Régional 1, anche noto come Division Régionale 1 (lett. "Divisione Regionale 1"), è il massimo livello professionistico del campionato maorese di calcio.
Posta sotto l'egida della Ligue mahoraise de football e composta da squadre affiliate alla federcalcio francese, si svolge con cadenza annuale dal 1978 nel dipartimento e regione d’oltremare di Mayotte. La squadra più titolata è il Mtsapéré, che ha vinto il campionato per tredici volte.
Nonostante nella gerarchia del campionato francese di calcio possa essere considerata di pari livello alle varie ligues régionales e, quindi, alla sesta serie nazionale, come gli altri campionati dei territori e dei dipartimenti d'oltremare non ha un sistema di promozione/retrocessione legato alle leghe della Francia continentale, bensì un proprio sistema interno.
Le squadre partecipanti alla massima serie maorese e alle serie inferiori possono comunque qualificarsi alla Coppa di Francia, non direttamente tramite la vittoria del campionato ma tramite un turno preliminare in cui si decide la squadra rappresentante il dipartimento nella coppa nazionale.

## Storia
Il calcio venne introdotto nell'isola, allora ancora parte del territorio d'oltremare di Comore, alla fine degli anni 1930 da alcuni dipendenti malgasci.
Le prime partite si giocavano occasionalmente a Labattoir, un villaggio del commune di Dzaoudzi, tra una squadra di giovani locali e una squadra composta da giocatori malgasci. Dopo l'arrivo della Royal Air Force britannica nel 1943, le partite contrapposero giocatori del posto (compresi giocatori malgasci) e squadre dell'esercito britannico.
Esse spesso si conclusero a favore delle formazioni britanniche, l'unica, e storica, vittoria maorese è datata il 14 luglio 1943, quando la formazione locale vinse 2-1 con una doppietta di Ali Benjamin Abdallah.
Dopo la partenza degli britannici nel 1946, vennero creati club a Pamandzi, Combani e Mtsapéré, che si riunirono più volte senza avere una struttura organizzativa.
Tra il 1950 e il 1962, le selezioni di Mayotte disputarono i cosiddetti tornei triangolari con selezioni di Grande Comore e Anjouan (facente parti dell'attuale Comore). La prima edizione si disputò nel dicembre 1950 ad Anjouan; la seconda nel 1951 a Moroni (Grande Comore) e la terza nel 1952 a Mayotte; Mayotte vinse tre edizioni consecutive dal 1951 al 1953. Dopo l'edizione del 1962 il torneo fu interrotto a causa della violenza dei tifosi e di problemi logistici.
All'inizio degli anni sessanta vennero fondati nuovi club e venne creato il Comitato calcistico di Mayotte che esistette fino al 1975, anno in cui le Comore ottennero l'indipendenza mentre Mayotte rimase francese.
Dopo l'ottenimento dell’indipendenza, il calcio maorese e comoriano presero due strade distinte: tra il 1976 e il 1978, il calcio a Mayotte venne organizzato dal nuovo Comitato Sportivo nazionale, ciò fino alla creazione della Ligue de Mayotte nel 1978, affiliata alla federcalcio francese, vinta nella sua prima edizione dal Bleu de Labattoir.
Le successive informazioni sui campionati nazionali dal 1979 al 1991, andarono perdute dopo che nel 1985 vennero incendiate le sedi della Lega.
Negli anni novanta il campionato fu dominato da Sada, vincitori di tre titoli (1992, 1996 e 1998), e Rosador, vincitori di sette titoli tra il 1993 ed il 2001. Con l'arrivo del nuovo millennio, invece, il dominio passò al Mtsapéré e il campionato venne denominato Division d'Honneur.
Dal 2011 al 2016 i vincitori del campionato venivano scelti per rappresentare Mayotte nella Coppa dei club campioni dell'Oceano Indiano organizzato dall'UFFOI.
Sempre nel 2016, in accordo con la FFF, nell'ambito della riforma del sistema calcistico nazionale, la
Division d'Honneur è stata ufficialmente ridenominata in Régional 1.

## Albo d'oro
- 1978:  Bleu de Labattoir (1)
- 1979-1991: Sconosciute[N 1]
- 1992:  Sada (1)
- 1993:  Rosador (1)
- 1994:  Rosador (2)
- 1995:  Rosador (3)
- 1996:  Sada (2)
- 1997:  Rosador (4)
- 1998:  Sada (3)
- 1999:  Rosador (5)
- 2000:  Rosador (6)
- 2001:  Rosador (7)
- 2002:  Kani-Bé (1)
- 2003:  Kani-Bé (2)
- 2004:  Sada (4)
- 2005:  Mtsapéré (1)
- 2006:  Mtsapéré (2)
- 2007:  Mtsapéré (3)
- 2008:  Mtsapéré (4)
- 2009:  Rosador (8)
- 2010:  Mtsapéré (5)
- 2011:  Abeilles M'tsamboro (1)
- 2012:  Majicavo Koroba (1)
- 2013:  Mtsapéré (6)
- 2014:  Mtsapéré (7)
- 2015:  Mtsapéré (8)
- 2016:  Foudre 2000 (1)
- 2017:  Mtsapéré (9)
- 2018:  Mtsapéré (10)
- 2019:  Mtsapéré (11)
- 2020: Abbandonato a causa della pandemia di COVID-19
- 2021:  Jumeaux (1)
- 2022:  Mtsapéré (12)
- 2023-2024:  Mtsapéré (13)

### Vittorie per squadra
| N° | Club                | Vittorie | Anni                                                                              |
| -- | ------------------- | -------- | --------------------------------------------------------------------------------- |
| 1  | Mtsapéré            | 13       | 2005, 2006, 2007, 2008, 2010, 2013, 2014, 2015, 2017, 2018, 2019, 2022, 2023-2024 |
| 2  | Rosador             | 8        | 1993, 1994, 1995, 1997, 1999, 2000, 2001, 2009                                    |
| 3  | Sada                | 4        | 1992, 1996, 1998, 2004                                                            |
| 4  | Kani-Bé             | 2        | 2002, 2003                                                                        |
| 5  | Bleu de Labattoir   | 1        | 1978                                                                              |
| 5  | Abeilles M'tsamboro | 1        | 2011                                                                              |
| 5  | Majicavo Koroba     | 1        | 2012                                                                              |
| 5  | Foudre 2000         | 1        | 2016                                                                              |
| 5  | Jumeaux             | 1        | 2021                                                                              |